# Circuito La Romántica
El Circuito La Romántica es una red de emisoras de radio de Venezuela con base en Caracas, que forma parte del Circuito FM Center. Está orientado al Pop-Rock y Baladas románticas, programas informativos y de opinión.

## Disponibilidad

### Señal FM
El Circuito La Romántica transmite de forma analógica por radio terrestre en toda Caracas en la frecuencia 88.9 de la banda FM y en las otras 13 ciudades de Venezuela por la banda FM.

### Televisión por Satélite
El Circuito La Romántica transmite en la televisión por satélite a través de su emisora matriz en SimpleTV en el canal 978 en todos los 5 planes de pago (Plan Básico, Plan Byte, Plan Mega, Plan Giga y Plan Tera) a través de dicha cableoperadora.

### Señal en Línea
El Circuito La Romántica dispone una señal en directo a través de su página web que emite en toda Venezuela y el mundo, también está disponible a través de la app de La Romántica 88.9 FM Center para Android en Google Play, y iOS, iPhone y iPad en App Store.

## Frecuencias
- 88.9 MHz (Caracas) (Señal Matriz)
- 107.3 MHz (San Cristóbal)
- 102.3 MHz (Puerto Ordaz)
- 98.9 MHz (Barcelona/Puerto La Cruz)
- 98.9 MHz (Margarita)
- 98.1 MHz (Maracay)
- 98.1 MHz (Maturín)
- Leyenda 96.1 MHz (Maracaibo)
- 94.3 MHz (Valencia)
- 93.9 MHz (Ciudad Bolívar)
- Somos 93.5 MHz (Barquisimeto)[nota 2]
- 90.3 MHz (Punto Fijo)
- 88.9 MHz (El Tigre)
- 88.7 MHz (Mérida)